# Roodkerk
Roodkerk (officieel, Fries: Readtsjerk, [’rɪ.ətsjɛrk]) is een dorp in de gemeente Dantumadeel, in de Nederlandse provincie Friesland. 
Het ligt ten zuidwesten van Dokkum, net ten noorden van Molenend. In 2023 telde het dorp 195 inwoners.
Sinds 2009 is de Friese naam de officiële. Waar voorheen op de plaats- en straatnaamborden zowel de Friese als de Nederlandse namen werden vermeld, worden sindsdien alleen nog de officiële Friese namen vermeld.
Roodkerk ontstaan uit de buurtschap De Weerburen, het landhuis De Healbird, en de boerderij De Seijewier. In vroeger tijden stond in Roodkerk een State: de Siccama State. De state is voor 1700 gesloopt. Ten noordoosten van Roodkerk staat de poldermolen De Hoop.

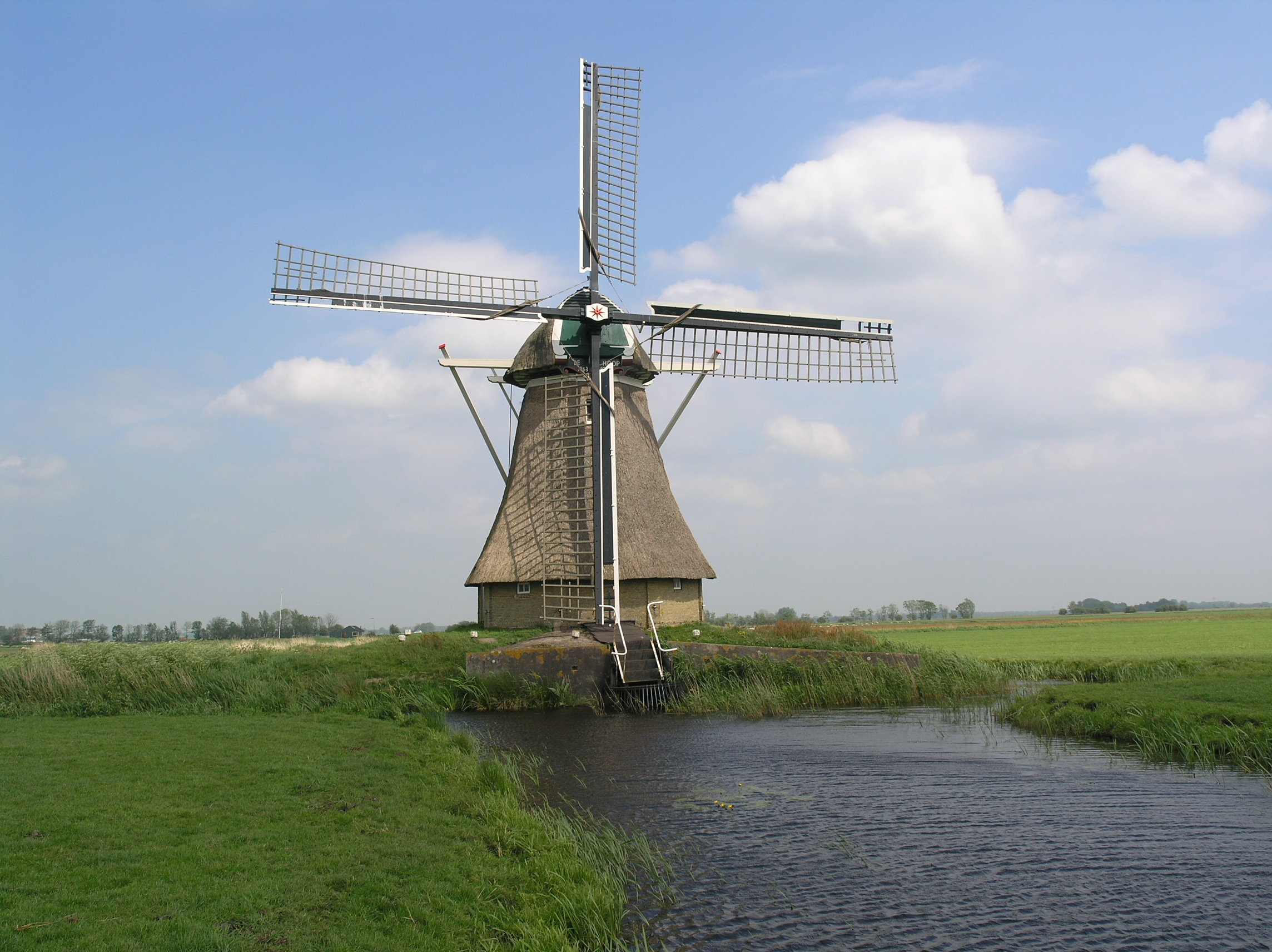
Poldermolen De Hoop in 2007
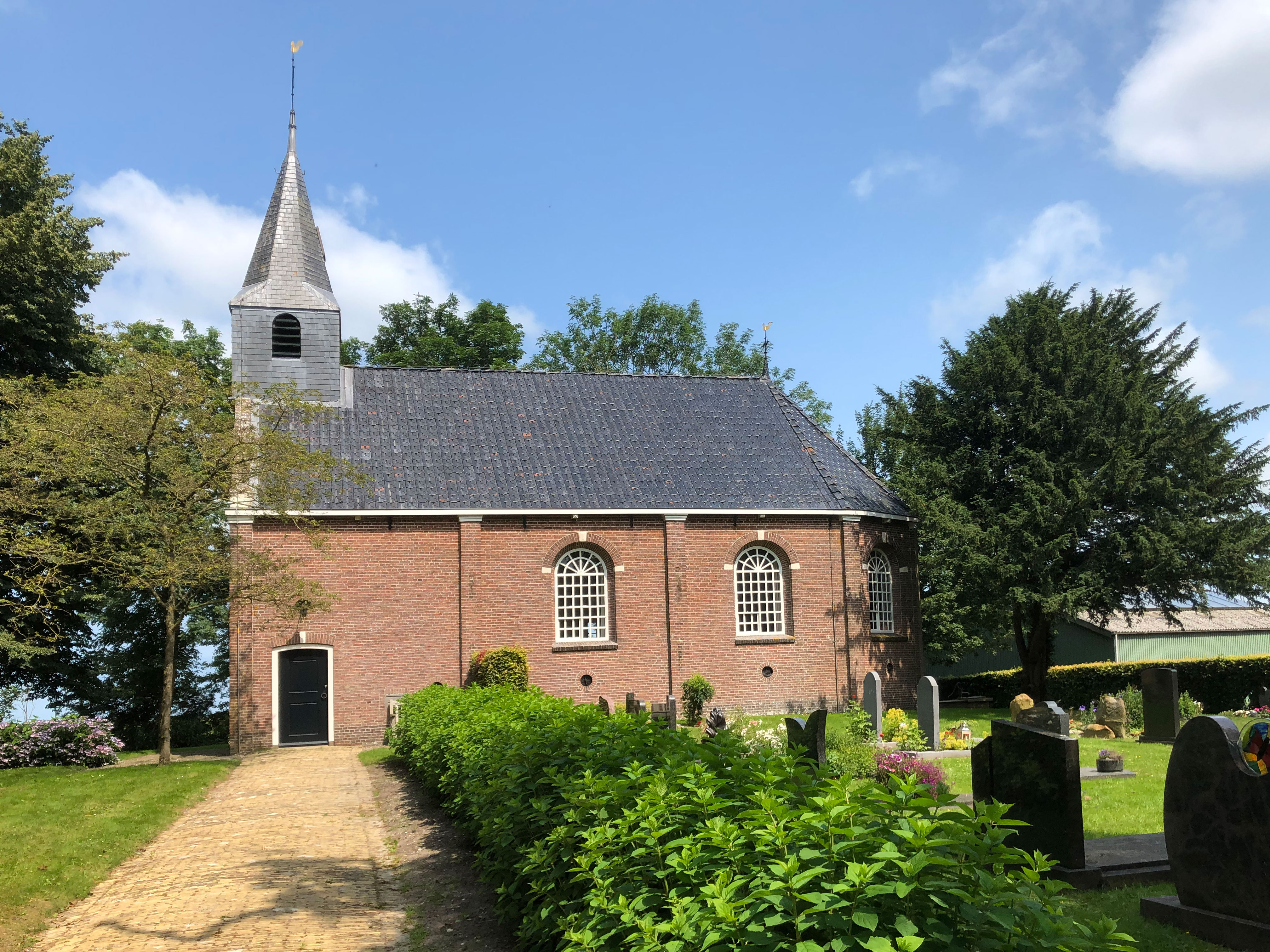
Het Roodkerkje in 2021

De Friese Aukje Wijbenga schreef een boek over de geschiedenis van Roodkerk.

## Geboren
- Ale de Boer (1987), voetballer